# 몽골 문학
몽골 문학은 몽골의 문학이다.
몽골 제국 시대에는 칭기즈 칸의 일생과 그의 아들인 우구데이 칸의 업적을 연대 순으로 엮은 13세기 초 작품인 《몽골비사》를 시작으로 이후 여러 작품이 쓰였으나, 15세기 ~ 16세기 작품은 대부분 전란 중에 불타 사라졌다.
몽골이 청나라의 지배를 받았던 17세기에 쓰여진 작품 가운데 하나인 《몽고원류》는 다얀 칸의 세손인 사간 세첸이 1662년에 쓴 작품으로, 몽골사 연구에 있어 중요한 문헌 가운데 하나이다. 다른 17세기 연대기인 《황금사》는 속어 문학으로서의 가치가 크다. 17세기 역사 문학에서는 티베트 불교의 영향이 드러난다.